# Khodjakouli Narliev
Khodjakouli Narliev (ou Khodja Kouli Narliyev), né le 21 janvier 1937 dans le village Sarp, région d'Ashkhabad au Turkménistan, est un réalisateur turkmène.
Il étudie au VGIK (Institut national de la cinématographie) sous la direction de Boris Voltchek (ru), en sort en 1960 avec le diplôme d'opérateur et commence à travailler au Studio Turkmenfilm. 
On lui décerne le prix d'État de l'URSS pour le film La Bru en 1973.
Président de l'Union cinématographique de Turkménistan de 1976 à 1999, il est membre de l'Académie Russe des Sciences et des Arts Cinématographiques.

## Filmographie
- 1959 : Tes yeux, film documentaire, en 2 séries, l'opérateur.
- 1959 : Les Talents populaires, film documentaire, en 2 parties, un des opérateurs.
- 1960 : Les Jours vécus en vain, fiction de court-métrage - 3 parties, auteur de scénario.
- 1960 : 40 ans de la liquidation du front de Caspie, film documentaire et de fiction, 1- partie, auteur de scénario, réalisateur, opérateur.
- 1961 : Kara-Bogaz, film documentaire, 1-partie, opérateur.
- 1961 : À travers la Turkménie, film documentaire, 3-parties, un des opérateurs.
- 1961 : Maîtres de la terre, film documentaire, 2-parties, opérateur.
- 1962 : Le Dernier Chemin, court-métrage fiction, 3-parties, opérateur en chef.
- 1964 : La Compétition, long métrage, fiction, opérateur en chef.
- 1964 : Moi et mes frères, film documentaire, 2-parties, auteur de scénario, réalisateur, opérateur.
- 1964 : Fleurs des 40 printemps, film documentaire, 2-parties, auteur de scénario, réalisateur, opérateur.
- 1966 : La Soif étanchée, fiction, 2-parties, opérateur en chef, joue le rôle de Karabach.
- 1967 : Né deux fois, film documentaire, 1-partie, auteur de scénario.
- 1967 : Le Pétrole de Turkménie, film documentaire, 1-partie, auteur de scénario, réalisateur, opérateur.
- 1968 : Une esclave, film documentaire, opérateur en chef.
- 1968 : Les Trois jours d'une année, film documentaire, 1-partie, auteur de scénario, réalisateur, opérateur.
- 1969 : Un homme à la mer, fiction, réalisateur.
- 1972 : La Bru, fiction, coauteur de scénario, réalisateur.
- 1973 : Quand la femme selle le cheval, fiction, auteur de scénario, réalisateur.
- 1974 : La Tragédie de Kouguitan, fiction, auteur de scénario.
- 1976 : La Brume blanche, fiction, joue le rôle du professeur.
- 1976 : Ose dire non !, fiction, coauteur de scénario, réalisateur.
- 1980 : L'Arbre Djamal, fiction, coauteur de scénario, réalisateur, joue le rôle d'Emine. Prix spécial du réalisateur au Festival de cinéma de l’URSS, 1981
- 1982 : Karakoum 45° à l’ombre, fiction, coauteur de scénario, réalisateur.
- 1984 : Fragui privé de bonheur, fiction, en 2 séries, coauteur de scénario, réalisateur.
- 1991 : Mancourt, d'après le roman de Tchinguiz Aïtmatov Un jour dure plus longtemps qu'un siècle, fiction, réalisateur.
- 2004-2006 : Le Chevalier de l'âge d'argent, film documentaire, 3-séries (sur la vie de Lev Goumilev, historien russe, ethnologue, et sur sa théorie de l'histoire d'Eurasie), coauteur de scénario, réalisateur.
- 2009 : La Voix de mère, fiction, auteur de scénario, réalisateur.